# Villiers-sur-Marne
Villiers-sur-Marne is een gemeente in het Franse departement Val-de-Marne (regio Île-de-France) en telt 26.632 inwoners (1999). De plaats maakt deel uit van het arrondissement Nogent-sur-Marne en is een van de 26 gemeenten van de nieuwe stad Marne-la-Vallée.

## Geografie
De oppervlakte van Villiers-sur-Marne bedraagt 4,3 km², de bevolkingsdichtheid is 6193,5 inwoners per km².
De onderstaande kaart toont de ligging van Villiers-sur-Marne met de belangrijkste infrastructuur en aangrenzende gemeenten.

## Demografie
Onderstaande figuur toont het verloop van het inwonertal (bron: INSEE-tellingen).

## Verkeer
De gemeente heeft een station op de lijn RER E.